# Bibeskæftigelsesnævnet
Bibeskæftigelsesnævnet er et organ, der varetager en række opgaver vedrørende dommeres bibeskæftigelse, herunder behandling af ansøgninger fra dommere om tilladelse til at påtage sig fast indtægtsgivende bibeskæftigelse.
Bibeskæftigelsesnævnet blev oprettet pr. 1. januar 2007 som led i en ny regulering af dommeres bibeskæftigelse (lov nr. 537 af 8. juni 2006). Nævnets sekretariatsopgaver varetages af Højesteret.